# التسلسل الزمني للمشاكل في جمهورية أيرلندا
يستعرض هذا المقال التسلسل الزمني للعمليات المنفذة أثناء المشاكل التي وقعت في جمهورية أيرلندا بين عامي 1969 و1998. ويشمل ذلك التفجيرات التي تبنتها قوة متطوعي أولستر، مثل تفجيرات دبلن وموناغان في مايو 1974، وغيرها من التفجيرات التي نفذها الموالون في العقود الثلاثة الأخيرة من القرن العشرين، وكان آخرها عام 1997. أدت هذه الهجمات إلى مقتل العشرات وإصابة المئات. ويستعرض المقال أيضًا العمليات التي نفذها الجمهوريون الأيرلنديون بما في ذلك التفجيرات والهرب من السجون والاختطاف والمعارك المسلحة بين الشرطة الوطنية وقوات الدفاع الأيرلندية ضد المسلحين الجمهوريين من جيش التحرير الوطني الأيرلندي، والجيش الجمهوري الأيرلندي المؤقت، ومنظمة ساور إير (أيرلندا الحرة)، مجموعة ثورية اشتراكية. أسفرت هذه الهجمات عن مقتل عدد من المدنيين وعناصر الشرطة والجنود والقوات الجمهورية شبه العسكرية.

## عمليات الموالين

### ستينيات القرن العشرين
- 5 أغسطس 1969 - زرعت قوة متطوعي أولستر أول قنبلة لها في جمهورية أيرلندا، أسفرت عن إلحاق الدمار بمركز تلفزيون آر تي إي في دونيبروك، وكانت القنبلة كبيرة نسبيًا في ذلك الوقت. لم يُسجل وقوع إصابات.[1][2]
- 19 أكتوبر 1969 - إصابة توماس ماكدونيل، عضو في قوة متطوعي أولستر، ووفاته بعد بضعة أيام جراء قنبلة انفجرت في غير أوانها حين كان يزرعها في محطة كهرباء بالقرب من باليشانون في مقاطعة دونيغال. كان ماكدونيل عضوًا أيضًا في منظمة متطوعي أولستر البروتستانت.[3][4]
- 29 أكتوبر 1969 - فجرت قوة متطوعي أولستر قنبلة عند شاهدة قبر وولف تون (الأب المؤسس للجمهوريانية الأيرلندية) في بودنستاون، سالينز بمقاطعة كيلدير في جمهورية أيرلندا. وقع الانفجار عند الساعة الخامسة صباحًا ودمر شاهدة القبر.[5]
- 26 ديسمبر 1969 - زرعت قوة متطوعي أولستر قنبلة عند تمثال دانيال أوكونيل في شارع أوكونيل. لحقت أضرار طفيفة بالتمثال لكن الانفجار حطم النوافذ في دائرة نصف قطرها نصف ميل.[6][7]
- 28 ديسمبر 1969 - فجرت قوات متطوعي أولستر سيارة مفخخة خارج مكتب المباحث المركزي التابع للغاردا (الشرطة الوطنية) في دبلن. واشتُبه بأن الهدف كان مقر مقسم الهاتف المجاور.[8][9]

### سبعينيات القرن العشرين
- 18 فبراير 1970 - فجرت قوة متطوعي أولستر قنبلة عند صارية إذاعية بطول 240 قدمًا في مونغوري هيل، بالقرب من رافو في منطقة لاغان شرق مقاطعة دونيغال. أدى الانفجار إلى توقف جهاز الإرسال عن العمل. كانت الصارية تتيح استقبال برامج إذاعة آر تي إي في جزء كبير من أيرلندا الشمالية عما كان عليه الحال قبل تركيب الصارية. (أعلنت قوة متطوعي أولستر مسؤوليتها عن هذه القنبلة في بيان صدر في 19 فبراير 1970).[10]
- 26 مارس 1970 - تفجير قنبلة دمرت محطة تحويل كهربائية في تالاغت. أعلنت رسالة مجهولة المصدر مسؤوليتها عن التفجير لحساب قوة متطوعي أولستر.[11]
- 2 يوليو 1970 - تفجير قنبلة دمرت خط سكة الحديد الرئيسية بين دبلن وبلفاست في بالدويل. افترض عناصر الغاردا أن قوة متطوعي أولستر وراء التفجير.
- 16 سبتمبر 1970 - تفجير قنبلة زرعها الموالون في أحد الفصول الدراسية بمدرسة ترينتا غماكلاغ الوطنية في أطراف سانت جونستون، قرية تقع في منطقة لاغان شرقي مقاطعة دونيغال. وكانت المدرسة فارغة في ذلك الوقت. وافتُرض أن قوة متطوعي أولستر وراء هذا التفجير.
- 17 يناير 1971 – إلحاق الضرر بقبر دانييل أوكونيل في مقبرة غلاسنفين جراء قنبلة زرعها الموالون. واعتُقد أن قوة متطوعي أولستر وراء التفجير. لم يُسجل وقوع إصابات.[12][13]
- 26 يناير 1971 - تفجير قنبلة في محطة الجمارك والضرائب في ليفورد شرقي دونيغال، في تمام الساعة 5:07 صباحًا. وافتُرض أن قوة متطوعي أولستر هي المسؤولة عن هذا التفجير.[14]
- 8 فبراير 1971 - تدمير تمثال وولف تون في سانت ستيفن غرين بقنبلة زرعها الموالون. لم يُسجل وقوع إصابات.[15][16]
- 21 مايو 1972 - العثور على عدة قنابل حارقة في دبلن. انفجرت إحداها في متاجر دونيس بشارع نورث إيرل في دبلن، مما تسبب بأضرار تقدر بنحو 60 ألف جنيه إسترليني.[17]
- سبتمبر 1972 - نفذ الشقيقان ليتل جون هجمات بالقنابل الحارقة على محطتي كاسل بيلينغام ولاوث غاردا. زعم الشقيقان أنهما يعملان لدى جهاز الاستخبارات البريطاني.
- 16 أكتوبر 1972 - تفجير قنبلة في شركة دونيغال المحدودة للأسمدة في كاريغانس، قرية بمنطقة لاغان شرقي دونيغال. لم يصب أحد بأذى لكن المتجر تعرض لأضرار بالغة. وتحملت رابطة الدفاع عن أولستر مسؤولية العملية.[18]
- 16 أكتوبر 1972 - تفجير قنبلة في شارع فيرماناغ في بلدة كلونز بمقاطعة موناغان، بجانب فندق كريتون عند الساعة 11 ليلًا. وأعرب عناصر الغاردا عن اعتقادهم بأن مجموعة مغاوير ريد هاند التابعة لقوة متطوعي أولستر كانت وراء التفجير.
- 28 – 29 أكتوبر 1972 - زراعة قنبلة تزن 12 رطلًا في محطة كونولي بشارع أميان على يد الموالين ولكن الجيش الأيرلندي أبطل مفعولها قبل أن تنفجر. وتحملوا مسؤولية ترك قنابل حارقة داخل غرف النوم بأربعة فنادق في دبلن (واينس، ذا غريشمان، ذا سكايلون، ذا كروفتن).[19]
- 2 نوفمبر 1972 - إعلان لواء لندنديري التابع لرابطة الدفاع عن أولستر مسؤوليته عن تفجير حانة ذا هول إن ذا وول في سانت جونستون بمنطقة لاغان شرقي دونيغال. أمر متطوعو الرابطة الجميع بالخروج من الحانة ثم دمروها بقنبلة يدوية.
- 19 نوفمبر 1972 - إعلان لواء لندنديري التابع لرابطة الدفاع عن أولستر مسؤوليته عن تفجير صالة عرض سيارات في بريدجيند في إنيشوين بمقاطعة دونيغال.[20][21]
- 26 نوفمبر 1972 - زرع الموالون قنبلة خارج باب الخروج الخلفي لسينما مركز الأفلام، في مبنى أوكونيل بريدج هاوس، مما أدى إلى إصابة 40 شخصًا.
- 1 ديسمبر - انظر: تفجيرات دبلن 1972 و1973 - مقتل سائق الحافلة جورج برادشو (30 عامًا) وجابي الحافلة تومي دافي (23 عامًا) وإصابة 127 آخرين في أول تفجير لسيارة مفخخة على يد الموالين يسفر عن ضحايا في الجمهورية بالقرب من مركز سي آي إي في ساكفيل قبالة شارع أوكونيل. انفجرت سيارة مفخخة ثانية قبل 7 دقائق مما تسبب بأضرار جسيمة في قاعة الحرية ووقوع العديد من الإصابات.
- 16 ديسمبر 1972 - انفجار قنبلة زرعها الموالون في مرآب مغلق في مانوركانينغم، قرية في منطقة لاغان شرقي دونيغال.[22]
- 28 ديسمبر 1972 - انظر: تفجير بلتوربيت - انفجار سيارة مفخخة على يد قوة متطوعي أولستر في بلتوربيت بمقاطعة كافان مما أسفر عن مقتل مراهقَين وإصابة عدة أشخاص. انفجرت قنبلتان أخريان زرعتهما قوة متطوعي أولستر في نفس الوقت تقريبًا. واحدة في كلونز بمقاطعة موناغان، أسفرت عن إصابة مدنييَن، وواحدة في بيتيغو بمقاطعة دونيغال، لم تُسجل جراءها أي إصابات أو وفيات.[23]
- 1 يناير 1973 - وفاة زوجين كاثوليكيين شابين، بريج بورتر 21 عامًا وأوليفر بويس 25 عامًا، قتلًا بالرصاص والطعن على يد الموالين في بيرنفوت، إنيشوين، بمقاطعة دونيغال. وزعمت رابطة الدفاع عن أولستر أنها نفذت عملية القتل. استخدمت رابطة الدفاع عن أولستر اسم مقاتلي أولستر من أجل الحرية أثناء المشاكل عند تبني عمليات القتل.[24]